# Timothée Kimber
Timothée Kimber, né le 11 février 1797 à Québec (Bas-Canada) et mort le 6 février 1852 à Chambly (Bas-Canada), fut un médecin, un distillateur et un partisan patriote du Bas-Canada. Il prit part à l'assemblée des Six-Comtés et, durant la rébellion des Patriotes, participa aux batailles de Saint-Denis et de Saint-Charles.

## Généalogie
L’ancêtre des Kimber était Joseph-Antoine Jékimbert, un jardinier originaire d’Aix-la-Chapelle. Ce dernier serait venu en Nouvelle-France en tant que soldat dans une compagnie des troupes de la marine entre 1750 et 1753. Il adopta l’orthographe Kimbert ou Kimber 12 ou 15 ans après son arrivée. Son fils Joseph, père de Timothée Kimber, sut servir dans le bataillon de milice de la ville de Québec pendant l’hiver de 1775 et 1776. Après avoir probablement combattu lors de la Guerre de 1812 pour le camp britannique, il travailla en tant que jardinier, comme son père, dans la ville de Québec. Il s'y maria en 1780.

## Biographie

### Débuts
Thimothée Kimber était le fils de Joseph-Antoine Kimber et de Marie-Josèphe Dabin, et le cousin du docteur René-Joseph Kimber. Après avoir reçu une éducation classique au Petit séminaire de Montréal de 1808 à 1816, il débuta ses études en médecine à Montréal, puis les poursuivit à Paris à partir de 1820. Il revint au Bas-Canada en 1821 et s'installa à Chambly pour y pratiquer la profession de médecin. Le 12 novembre 1822, il épousa dans ce même village Emmélie Boileau, la fille de René Boileau, un ancien député de la circonscription de Kent à la Chambre d'assemblée du Bas-Canada. En 1831, Kimber siégea au Bureau d’examinateurs de Montréal aux côtés de personnalités comme Jacques Labrie et les frères Robert et Wolfred Nelson. L’année suivante, pendant l’épidémie de choléra, il intégra le bureau de santé de Chambly.

### Implication politique
Il participa à l’assemblée patriote du 4 juin 1837 à Longueuil, où il fit un discours "véhément" et proposa une résolution. Il fut également présent à l’assemblée patriote des six-comtés. À cette époque, il se rangea aux côtés de Wolfred Nelson, le chef des patriotes radicaux. Il prit part à la bataille du 23 novembre 1837 à Saint-Denis. À la suite de la bataille, Wolfred Nelson le chargea de surveiller le lieutenant George Weir, fait prisonnier par le camp patriote. Il participa aussi à la bataille subséquente du 25 novembre 1837 à Saint-Charles.
Il tenta ensuite de se réfugier aux États-Unis. Le 7 décembre 1837, il fut arrêté près de Bedford en compagnie de Bonaventure Viger, Jean-Philippe Boucher-Belleville, Rodolphe Des Rivières, de François Jalbert et de plusieurs autres patriotes. Il fut emprisonné le 12 décembre 1837 et subit un examen volontaire le 21 février 1838, mais refusa toutefois de répondre aux questions qu’on lui posa. Il fut libéré sans procès le 11 juillet 1838 lors de l’amnistie générale contre un cautionnement relativement élevé de 10 000 livres, ramené ensuite à 5 000 livres.
À la suite de sa libération, Timothée Kimber revint à Chambly, et n'aurait pas participé à la deuxième insurrection en 1838. Il poursuivit alors sa profession de médecin jusqu'à sa mort à Chambly, le 6 février 1852, à l’âge de 54 ans.